# Andriy Stadnik
Pour les articles homonymes, voir Stadnik.
Andriy Volodymyrovych Stadnik (né le 15 avril 1982 à Vinkivtsi (RSS d'Ukraine)) est un lutteur libre ukrainien.

## Biographie
Andriy Stadnik obtient la médaille d'argent olympique en 2008 à Pékin en moins de 66 kg avant d'être sacré champion d'Europe en 2009 à Vilnius.
Il est marié à la lutteuse azerbaïdjanaise Mariya Stadnik et est le frère de la lutteuse britannique Yana Stadnik.

## Palmarès

### Jeux olympiques
- Médaille d'argent en catégorie des moins de 66 kg aux Jeux olympiques de 2008 à Pékin

### Championnats d'Europe
- Médaille d'or en catégorie des moins de 66 kg aux Championnats d'Europe de lutte 2009 à Vilnius